# Jasin Sardi
Jasin Sardi (ur. 18 maja 1988) – marokański zapaśnik walczący w obu stylach. Brązowy medalista mistrzostw Afryki w 2015 i 2016. Mistrz arabski w 2015 i wicemistrz w 2010 i 2014. Piąty na igrzyskach panarabskich w 2011 roku.